# Sportif irlandais de l'année
Pour les articles homonymes, voir Sportif de l'année.
Le Sportif de l'année RTÉ, ou RTÉ Sports Person of the Year, est l'un des plus prestigieux prix sportif en Irlande. Remis chaque année depuis 1985, le trophée est destiné à un sportif ou une sportive irlandais.
Le vainqueur est désigné par un panel d'experts qui le choisissent parmi une liste de candidats publiée en fin d’année et élaborée par RTÉ, la télévision publique irlandaise.

## Liste des vainqueurs du trophée
| Année | Vainqueur                                            | Sport         | Réalisation |  |
| ----- | ---------------------------------------------------- | ------------- | --- |  |
| 1985  | Barry McGuigan                                       | Boxe          | Bat Eusebio Pedroza pour devenir champion du monde poids plume WBA.                                                                      |  |
| 1986  | Sean Kelly                                           | Cyclisme      | Numéro 1 mondial. |  |
| 1987  | Stephen Roche                                        | Cyclisme      | Vainqueur du Tour de France 1987, Tour d'Italie 1987 et du championnat du monde.                                                         |  |
| 1988  | Eamonn Darcy (en) Ronan Rafferty (en) Des Smyth (en) | Golf          | Vainqueur de la Dunhill Cup. |  |
| 1989  | Christy O'Connor Jnr (en)                            | Golf          | Lauréat de la Ryder Cup 1989. |  |
| 1990  | Packie Bonner                                        | Football      | Pour son arrêt sur penalty lors de la Coupe du monde de football 1990.                                                                   |  |
| 1991  | Ralph Keyes                                          | Rugby         | Meilleur marqueur de point lors de la Coupe du monde de rugby à XV 1991.                                                                 |  |
| 1992  | Michael Carruth                                      | Boxe          | Médaillé d'or poids welter aux Jeux olympiques de Barcelone en 1992.                                                                     |  |
| 1993  | Sonia O'Sullivan                                     | Athlétisme    | Médaille d'argent sur 1500 mètres aux mondiaux 1993                                                                                      |  |
| 1994  | Sonia O'Sullivan                                     | Athlétisme    | Médaille d'or sur 3000 mètres aux championnats d'Europe 1994                                                                             |  |
| 1995  | Sonia O'Sullivan                                     | Athlétisme    | Médaille d'or sur 5000 mètres aux mondiaux 1995                                                                                          |  |
| 1996  | Michelle Smith                                       | Natation      | Triple médaillée d'or olympique |  |
| 1997  | Ken Doherty                                          | Snooker       | Champion du monde de snooker |  |
| 1998  | Sonia O'Sullivan                                     | Athlétisme    | Double médaillée d'or aux championnats du monde de cross-country et double médaillée d'or aux championnats d'Europe.                     |  |
| 1999  | Roy Keane                                            | Football      | Capitaine de l'équipe de Manchester United qui a réalisé le triplé Premier League anglaise, en FA Cup et Ligue des champions.            |  |
| 2000  | Sonia O'Sullivan                                     | Athlétisme    | Médaille d'argent sur 50000 mètres aux Jeux olympiques d'été 2000                                                                        |  |
| 2001  | Mick McCarthy                                        | Football      | Qualification de l'équipe nationale de football pour la Coupe du monde de la FIFA 2002                                                   |  |
| 2002  | Padraig Harrington                                   | Golf          | Membre de l’équipe d’Europe vainqueur de la Ryder Cup                                                                                    |  |
| 2003  | Barry Geraghty                                       | jockey        | Vainqueur du Grand National sur Monty's Pass                                                                                             |  |
| 2004  | Ronan O'Gara                                         | Rugby à XV    | Membre de l’équipe d'Irlande de rugby à XV vainqueur de la Triple couronne                                                               |  |
| 2005  | Seán Óg Ó hAilpín                                    | Hurling       | Capitaine de l'équipe de Cork GAA vainqueur du All-Ireland Senior Hurling Championship                                                   |  |
| 2006  | Henry Shefflin                                       | Hurling       | Membre de l’équipe de Kilkenny GAA vainqueur du All-Ireland Senior Hurling Championship                                                  |  |
| 2007  | Padraig Harrington                                   | Golf          | Premier irlandais à remporter le British Open de golf en soixante ans                                                                    |  |
| 2008  | Padraig Harrington                                   | Golf          | Premier européen à remporter deux fois de suite un tournoi du grand chelem                                                               |  |
| 2009  | Brian O'Driscoll                                     | Rugby à XV    | Capitaine de l'équipe d'Irlande qui réalise le grand chelem dans le tournoi des VI nations                                               |  |
| 2010  | Graeme McDowell                                      | Golf          | Vainqueur de l'US Open de golf 2010 et membre de l'équipe européenne victorieuse lors de la Ryder Cup 2010                               |  |
| 2011  | Rory McIlroy                                         | Golf          | Vainqueur de l'US Open de golf 2011 |  |
| 2012  | Katie Taylor                                         | Boxe anglaise | Championne Olympique Londres 2012 |  |
| 2013  | Tony McCoy                                           | Équitation    | |  |
| 2014  | Rory McIlroy                                         | Golf          | Vainqueur de l'Open britannique et du championnat de la PGA 2014. Il fait partie de l'équipe européenne victorieuse de la Ryder Cup 2014 |  |
| 2015  | Michael Conlan                                       | Boxe anglaise | champion du monde de boxe à Doha en 2015 dans la catégorie poids coqs                                                                    |  |
| 2016  | Conor McGregor                                       | MMA           | |  |
| 2017  | James McClean                                        | Football      | |  |
| 2018  | Jonathan Sexton                                      | Rugby à XV    | Vainqueur du Tournoi des 6 nations et victoire historique contre la Nouvelle-Zélande                                                     |  |
| 2019  | Shane Lowry                                          | Golf          | Vainqueur de l'Open britannique |  |
| 2020  | Katie Taylor                                         | Boxe anglaise | Triple championne du monde |  |
| 2021  | Rachael Blackmore                                    | Équitation    | Vainqueur du Grand National |  |
| 2022  | Katie Taylor                                         | Boxe anglaise | |  |
| 2023  |                                                      |               | |  |
| 2024  |                                                      |               | |  |